# Patrick Gaillard
Patrick Gaillard (Parijs, 12 februari 1952)  is een voormalig Formule 1-coureur uit Frankrijk. Hij reed in 1979 5 Grands Prix voor het team Ensign.